# Hentzia vittata
Hentzia vittata är en spindelart som först beskrevs av Eugen von Keyserling 1884 [1885.  Hentzia vittata ingår i släktet Hentzia och familjen hoppspindlar. Inga underarter finns listade i Catalogue of Life.